# 赫伯特·哈珀
赫伯特·哈珀 (1920年7月2日—2012年1月21日)是一个 美国爵士乐长号手。
出生于薩利納，他在1940年代和1950年代第一次开始与与本尼·古德曼和查理·斯皮瓦克玩搖擺音樂。
在1949年6月，他是比莉·荷莉戴伴奏乐队的一个成员。 

## 唱片

### 作为领导者/共同领导
- 1954年 赫比·哈珀
- 1954年 赫比哈珀五重奏 (夜曲)
- 1954年 爵士在好莱坞
- 1954年 坦帕五重奏
- 1955年 五兄弟 (v.s.o.p)
- 1957年 赫比哈珀六重奏 (v.s.o.p)
- 1981年 重新审查 (海风)
- 1989年 两兄弟 (v.s.o.p)[9]

### 作为伴奏者
与 梅纳德 弗格森
- 尺寸 (EmArcy，1955年)

与 皮特Rugolo
- 皮特·魯戈洛 (哥伦比亚，1954年)
- Rugolomania (哥伦比亚，1955年)
- 皮特·魯戈洛新聲音 (Harmony，1957年)
- Hi-Fi错误音乐 (EmArcy，1956年)
- 無路可退  (EmArcy，1956年)
- 冒险的声音：黄铜Hi-Fi (EmArcy，1958年)
- 打击乐器的工作 (EmArcy，1957年)
- 10个长号喜欢2个钢琴 (EmArcy，1960年)